# Francesco De Pietro
Francesco De Pietro (Napoli, 5 ottobre 1844 – Napoli, 22 gennaio 1934) è stato un vescovo cattolico italiano.

## Biografia
Dopo gli studi teologici fu ordinato sacerdote il 6 giugno 1868.
Fu molto attivo nel seguire le indicazioni della Rerum Novarum di Papa Leone XIII, impegnandosi come assistente nell'Opera dei congressi.
Il 14 dicembre 1899 fu nominato vescovo di Acerra, ricevendo l'ordinazione episcopale il 17 dicembre 1899 per l'imposizione delle mani del cardinale Francesco Satolli, arciprete della Basilica di San Giovanni in Laterano.
Il 10 marzo 1918 fu principale coconsacrante del vescovo ausiliare di Nola Agostino Migliore.
Nel 1928 ordinò sacerdote il futuro arcivescovo Gennaro Verolino, nunzio apostolico, che si è distinto per eroicità nell'ultimo conflitto mondiale di aver salvato migliaia di ebrei dalla deportazione, ricevendo in seguito la massima onorificenza dallo Stato di Israele, come "Giusto tra le Nazioni".
Nel 1930 ordinò sacerdote il futuro cardinale Giuseppe Casoria.
Resse la diocesi di Acerra per 32 anni. Gli succedette, alla guida della diocesi, Nicola Capasso. I suoi resti mortali riposano nella cappella vescovile del cimitero di Acerra.

## Attività pastorale
Nel 1899 Francesco De Pietro fu nominato vescovo di Acerra. Già precedentemente, da parroco a Napoli, era stato attivo come assistente dell'Opera dei Congressi. Appena insediatosi, avviò un'azione pastorale che aveva come elemento centrale la solidarietà e che fece della diocesi una delle prime ad aver attuato la Rerum Novarum di Papa Leone XIII e messo in pratica la dottrina sociale della chiesa. Tra le azioni che portò a compimento vi fu l'ampliamento del Seminario.
Nel 1906 il vescovo ispirò la nascita della "Società Cattolica Agricola del Cuore di Gesù", che univa l'assistenza religiosa e dottrinale alle finalità sociali, operando con la Cooperativa di consumo, una sorta di "Monte frumentario" a sostegno dei bisogni delle famiglie dei braccianti e dei piccoli contadini. L'impostazione di queste organizzazioni, che agivano sul modello delle analoghe “Società operaie” d'ispirazione cattolica del Nord Italia, rappresentava una novità nella società rurale meridionale.
Per via dell'intensa emigrazione verso le Americhe negli anni 1908-1912 di molti fedeli della Diocesi, queste iniziative sociali non ebbero seguito. Con lo scoppio della prima guerra mondiale e l'avvento del fascismo poi, esse andarono incontro ad un lento ed inesorabile declino, anche perché la struttura economica e sociale locale era ancora molto fragile; le proprietà terriere agricole erano ancora ad appannaggio delle ricche famiglie di Napoli, e questo aveva impedito il crearsi di una economia locale che si affrancasse socialmente ed economicamente.
Ormai ottuagenàrio, intorno agli anni 1920, De Pietro lasciò progressivamente al vicario generale e alle dignità capitolari il compito di reggere le sorti della diocesi, fino alla nomina del nuovo vescovo di Acerra, avvenuta nel 1933.
De Pietro si spense a San Felice a Cancello all'età di quasi novant'anni, nel 1934.

## Genealogia episcopale
La genealogia episcopale è:
- Cardinale Scipione Rebiba
- Cardinale Giulio Antonio Santori
- Cardinale Girolamo Bernerio, O.P.
- Arcivescovo Galeazzo Sanvitale
- Cardinale Ludovico Ludovisi
- Cardinale Luigi Caetani
- Cardinale Ulderico Carpegna
- Cardinale Paluzzo Paluzzi Altieri degli Albertoni
- Papa Benedetto XIII
- Papa Benedetto XIV
- Cardinale Enrico Enriquez
- Arcivescovo Manuel Quintano Bonifaz
- Cardinale Buenaventura Córdoba Espinosa de la Cerda
- Cardinale Giuseppe Maria Doria Pamphilj
- Papa Pio VIII
- Papa Pio IX
- Cardinale Raffaele Monaco La Valletta
- Cardinale Francesco Satolli
- Vescovo Francesco De Pietro